# Mistrovství Evropy v orientačním běhu 1964
2. Mistrovství Evropy v orientačním běhu proběhlo ve Švýcarsku s centrem v provincii Vallée de Joux a obci Le Brassus. Termín závodů byl 26. až 27. srpna 1964. Na tomto druhém oficiálním mistrovství se běžel závod v klasice a štafetách. V mužích startovalo 62 závodníků a v ženách 32 závodnic. Ve štafetách 8 mužských a 8 ženských štafet. Československo reprezentovali: Svatoslav Galík, Jindřich Novotný, Miroslav Stržínek, Bohumil Zemánek, Eva Hohausová, Ludmila Kumbárová, Jana Novotná.

## Program závodů EOC 1964
Mistrovství Evropy v orientačním běhu 1964 se konalo ve dnech 26. a 27. září 1964 ve švýcarském Vallée de Joux poblíž Le Brassus. Závodní program zahrnoval dvě hlavní disciplíny: individuální závod na klasické trati a závod štafet. První den byl věnován individuálnímu závodu, kde muži absolvovali trať o délce přibližně 15 km s 15 kontrolami a ženy běžely přibližně 8 km s 10 kontrolami. Startovalo se intervalově, každý závodník vyrážel na trať samostatně v několikaminutových rozestupech. Druhý den se konal štafetový závod, kde mužské týmy soutěžily ve čtyřčlenném složení a ženské štafety byly tříčlenné. Kontroly byly označeny oranžovo-bílými lampiony a průchod závodníků byl zaznamenáván mechanickými kleštičkami do papírových průkazů. Mistrovství proběhlo podle pravidel Mezinárodní orientační federace (IOF) a bylo historicky druhým a posledním evropským šampionátem před zavedením mistrovství světa v roce 1966.  
Závodů se zúčastnily výhradně evropské státy, celkem kolem 8–10 zemí, odpovídající tehdejším členům IOF. Mezi účastníky patřily vedle severských zemí také Švýcarsko (pořadatelská země), Maďarsko, Československo a další státy východní i střední Evropy.

## Individuální závod
Individuální závod na Mistrovství Evropy v orientačním běhu 1964 se konal první den šampionátu a byl rozdělen na mužskou a ženskou kategorii. Trať vedla členitým terénem švýcarského Vallée de Joux poblíž Le Brassus, zahrnovala husté lesy i otevřené horské pastviny. Muži absolvovali trasu o délce přibližně 15 km s 15 kontrolami, zatímco ženy běžely asi 8 km s 10 kontrolami. Závodníci startovali intervalově, což znamenalo, že vyráželi jednotlivě v několikaminutových rozestupech, aby se minimalizoval vzájemný vliv. K orientaci používali speciálně upravené vojenské mapy Švýcarska v měřítku 1:25 000, kde byly kontrolní stanoviště vyznačeny dodatečně. Kontroly byly v terénu označeny oranžovo-bílými lampiony a průchod závodníků byl zaznamenáván mechanickými kleštičkami do papírových průkazů. Vítězné časy se pohybovaly mezi jednou až dvěma hodinami, což ukazovalo na náročnost závodu jak po fyzické, tak po orientační stránce. 
| Muži                                     | Muži                                     | Muži                                     | Muži                                     | Muži                                     | Ženy                                    | Ženy                                    | Ženy                                    | Ženy                                    | Ženy                                    |
| ---------------------------------------- | ---------------------------------------- | ---------------------------------------- | ---------------------------------------- | ---------------------------------------- | --------------------------------------- | --------------------------------------- | --------------------------------------- | --------------------------------------- | --------------------------------------- |
| - Traťové parametry: 15,0 km, 15 kontrol | - Traťové parametry: 15,0 km, 15 kontrol | - Traťové parametry: 15,0 km, 15 kontrol | - Traťové parametry: 15,0 km, 15 kontrol | - Traťové parametry: 15,0 km, 15 kontrol | - Traťové parametry: 8,1 km, 10 kontrol | - Traťové parametry: 8,1 km, 10 kontrol | - Traťové parametry: 8,1 km, 10 kontrol | - Traťové parametry: 8,1 km, 10 kontrol | - Traťové parametry: 8,1 km, 10 kontrol |
| Umístění                                 | Země                                     | Jméno                                    | Čas                                      | Ztráta                                   | Umístění                                | Země                                    | Jméno                                   | Čas                                     | Ztráta                                  |
|                                          | Finsko                                   | Erkki Kohvakka                           | 1:42:09                                  |                                          |                                         | Švýcarsko                               | Margrit Thommenová                      | 1:07:59                                 |                                         |
|                                          | Švýcarsko                                | Alex Schwager                            | 1:44:04                                  | + 0:01:55                                |                                         | Švédsko                                 | Ann-Marie Wallstenová                   | 1:11:55                                 | + 0:03:56                               |
|                                          | Finsko                                   | Aimo Tepsell                             | 1:46:33                                  | + 0:04:24                                |                                         | Švédsko                                 | Ulla Lindkvistová                       | 1:13:11                                 | + 0:05:12                               |
| 35.                                      | Československo                           | Jindřich Novotný                         | 2:38:34                                  | + 0:56:25                                | 8.                                      | Československo                          | Ludmila Kumbárová                       | 1:20:54                                 | + 0:12:55                               |
| 38.                                      | Československo                           | Miroslav Stržínek                        | 2:43:29                                  | + 1:01:20                                | 12.                                     | Československo                          | Jana Novotná                            | 1:23:30                                 | + 0:15:31                               |
| 39.                                      | Československo                           | Bohumil Zemánek                          | 2:49:34                                  | + 1:07:25                                | 26.                                     | Československo                          | Eva Hohausová                           | 1:47:36                                 | + 0:39:37                               |
| 50.                                      | Československo                           | Svatoslav Galík                          | 3:47:33                                  | + 2:05:24                                |                                         |                                         |                                         |                                         |                                         |
| Oficiální výsledky (Archiv)              |                                          |                                          |                                          |                                          |                                         |                                         |                                         |                                         |                                         |

## Štafetový závodu
Štafetový závod na Mistrovství Evropy v orientačním běhu 1964 se konal druhý den šampionátu a byl poprvé oficiálně součástí programu evropského mistrovství. Závod probíhal v náročném terénu švýcarského Vallée de Joux poblíž Le Brassus, kde se závodníci museli orientovat v hustých lesích a horských pastvinách. Mužské štafety byly složeny ze čtyřčlenných týmů, zatímco ženské štafety měly tříčlenné složení. Každý člen štafety absolvoval individuální trať s několika kontrolami a předával závod pomocí fyzického dotyku s dalším členem týmu v určené předávkové zóně. Závodníci používali papírové průkazy pro zaznamenání průchodu kontrolami pomocí mechanických kleštiček. Tento formát umožnil týmovou spolupráci a strategii, přičemž pořadí štafet se mohlo měnit podle navigačních schopností jednotlivých běžců. Oficiální zařazení štafetového závodu na evropský šampionát bylo důležitým krokem v historii orientačního běhu, protože tento formát se stal standardní disciplínou i na budoucích světových šampionátech.
| Muži                                                                                   | Muži                                                                                   | Muži                                                                                   | Muži                                                                                   | Muži                                                                                   | Ženy                                                                  | Ženy                                                                  | Ženy                                                                  | Ženy                                                                  | Ženy                                                                  |
| -------------------------------------------------------------------------------------- | -------------------------------------------------------------------------------------- | -------------------------------------------------------------------------------------- | -------------------------------------------------------------------------------------- | -------------------------------------------------------------------------------------- | --------------------------------------------------------------------- | --------------------------------------------------------------------- | --------------------------------------------------------------------- | --------------------------------------------------------------------- | --------------------------------------------------------------------- |
| - Traťové parametry: 1. úsek 8,1 km / 2. úsek 8,7 km / 3. úsek 8,0 km / 4. úsek 8,2 km | - Traťové parametry: 1. úsek 8,1 km / 2. úsek 8,7 km / 3. úsek 8,0 km / 4. úsek 8,2 km | - Traťové parametry: 1. úsek 8,1 km / 2. úsek 8,7 km / 3. úsek 8,0 km / 4. úsek 8,2 km | - Traťové parametry: 1. úsek 8,1 km / 2. úsek 8,7 km / 3. úsek 8,0 km / 4. úsek 8,2 km | - Traťové parametry: 1. úsek 8,1 km / 2. úsek 8,7 km / 3. úsek 8,0 km / 4. úsek 8,2 km | - Traťové parametry: 1. úsek 6,2 km / 2. úsek 6,4 km / 3. úsek 6,1 km | - Traťové parametry: 1. úsek 6,2 km / 2. úsek 6,4 km / 3. úsek 6,1 km | - Traťové parametry: 1. úsek 6,2 km / 2. úsek 6,4 km / 3. úsek 6,1 km | - Traťové parametry: 1. úsek 6,2 km / 2. úsek 6,4 km / 3. úsek 6,1 km | - Traťové parametry: 1. úsek 6,2 km / 2. úsek 6,4 km / 3. úsek 6,1 km |
| Umístění                                                                               | Země                                                                                   | Jméno                                                                                  | Čas                                                                                    | Ztráta                                                                                 | Umístění                                                              | Země                                                                  | Jméno                                                                 | Čas                                                                   | Ztráta                                                                |
|                                                                                        | Finsko                                                                                 | Juhani Salmenkylä Rolf Koskinen Aimo Tepsell Erkki Kohvakka                            | 3:50:42                                                                                |                                                                                        |                                                                       | Švédsko                                                               | Ann-Marie Wallstenová Eivor Steen-Olssonová Ulla Lindkvistová         | 3:12:43                                                               |                                                                       |
|                                                                                        | Norsko                                                                                 | Ola Skarholt Per Kristiansen Magne Lystad Stig Berge                                   | 3:58:44                                                                                | + 0:08:02                                                                              |                                                                       | Švýcarsko                                                             | Käthi von Salisová Marlies Saxerová Margrit Thommenová                | 3:53:23                                                               | + 0:40:40                                                             |
|                                                                                        | Švédsko                                                                                | Sven-Olof Åsberg Sven Gustavsson Bertil Norman Pontus Carlson                          | 4:08:51                                                                                | + 0:18:09                                                                              |                                                                       | Dánsko                                                                | Ellen Bergová Bodil Jakobsenová Karin Agesenová                       | 4:03:30                                                               | + 0:50:47                                                             |
| 7.                                                                                     | Československo                                                                         | Svatoslav Galík Jindřich Novotný Miroslav Stržínek Bohumil Zemánek                     | 5:21:54                                                                                | + 1:31:12                                                                              | 6.                                                                    | Československo                                                        | Ludmila Kumbárová Eva Hohausová Jana Novotná                          | 4:11:51                                                               | + 0:59:08                                                             |
| Oficiální výsledky (Archiv)                                                            |                                                                                        |                                                                                        |                                                                                        |                                                                                        |                                                                       |                                                                       |                                                                       |                                                                       |                                                                       |

## Medailová klasifikace podle zemí
Pořadí zúčastněných zemí podle získaných medailí v jednotlivých závodech mistrovství (tzv. olympijského hodnocení).
| Medailová klasifikace podle zemí | Medailová klasifikace podle zemí | Medailová klasifikace podle zemí | Medailová klasifikace podle zemí | Medailová klasifikace podle zemí | Medailová klasifikace podle zemí |
| Umístění                         | Země                             | Zlato                            | Stříbro                          | Bronz                            | Součet                           |
| -------------------------------- | -------------------------------- | -------------------------------- | -------------------------------- | -------------------------------- | -------------------------------- |
| 1.                               | Finsko                           | 2                                | -                                | 1                                | 3                                |
| 2.                               | Švýcarsko                        | 1                                | 2                                | -                                | 3                                |
| 3.                               | Švédsko                          | 1                                | 1                                | 2                                | 4                                |
| 4.                               | Norsko                           | -                                | 1                                | -                                | 1                                |
| 5.                               | Dánsko                           | -                                | -                                | 1                                | 1                                |